# Александър Гришчук
Александър Игоревич Гришчук (на руски: Александр И́горевич Грищук) е руски шахматист, гросмайстор от 1999 г. Двукратен световен шампион по блиц шахмат от 2006 и 2012 г.

## Шахматна кариера
Александър Гришчук се научава да играе шахмат на 4-годишна възраст от баща си. Първи треньор на бъдещия гросмайстор е Михаил Годвински, а по-късно става ученик на Максим Блох и Анатоли Бъховски.
Шахматният талант на Гришчук се проявява от рано. В юношеските си години руснакът участва на различни турнири на национално и международно ниво.
Гришчук става международен майстор на 14 години, а гросмайстор – на 16 г.
Става шампион на Русия във възрастовите групи до 10, 12, 14 и 16 години. Това му позволява да представя страната си на различните световни и европейски първенства в тези възрастови групи.
Първия си голям международен успех Гришчук постига през 1992 г. на световното първенство за момчета до 10 години. Тогава руснакът става вицешампион, имайки равен брой точки с победителя Люк Макшейн, но по-лоши допълнителни показатели. Гришчук не взима световната титла, защото в редовните кръгове на турнира допуска загуба от англичанина.
През 1995 г. представя страната си на европейското първенство до 12 години, където в 9 кръга спечелва 3,5 т. Победител става Руслан Пономарьов със 7 точки.
През 1996 г. взима участие в открития шампионат на Москва. Състезанието се провежда по швейцарската система и има 11 кръга. Гришчук приключва турнира със събрани 6,5 т. и място в горната половина на таблицата с крайното класиране.
През 2004 г. заема второ място на суперфинала на откритата интернет купа по блиц на Руската федерация по шахмат, след като губи тайбрек от победителя Сергей Шипов. Двамата шахматисти приключват участието си с 14,5 точки от 9 възможни. На световното първенство в Триполи през същата година, Гришчук завършва на шесто място, имайки еднакъв брой точки с арменеца Владимир Акопян.
През 2006 г. Гришчук става световен шампион по блиц-шахмат. Турнирът се провежда в израелския град Ришон Ле Цион, а Гришчук печели титлата си след тайбрек с Пьотър Свидлер.
През 2006 и 2008 г. е отборен шампион на Русия със състава на „Урал“ от Екатеринбург, Свердловска област.
През 2009 г. спечелва Московското първенство по блиц шахмат с резултат 17 точки от 21 възможни.
През 2012 г. отново става световен шампион по блиц-шахмат. Същата година достига до финала на претендентите за световната титла по класически шахмат, където губи от Борис Гелфанд.
На 11 ноември 2014 г. е победител в Мемориал „Петросян“ и излиза на трето място по рейтинг в ежедневната световна класация 2700chess.com – Live Chess Ratings, Last update  след световния шампион Магнус Карлсен (2862) и Фабиано Каруана (2829).

## Турнирни резултати
- 1999 – Санкт Петербург (1-во място на Мемориал „Чигорин“)
- 2002 – Вайк ан Зее (2-ро място зад победителя Евгений Бареев)[14]
- 2004 – Пойковски (2-ро място на международния турнир „Анатоли Карпов“)[15]
- 2005 – Пойковски (3 – 4-то място на турнира „Анатоли Карпов“ с Алексей Дреев и резултат 5,5 точки от 9 възможни)[16]
- 2009 – Линарес (1-во място с резултат 8 точки от 14 възможни; същия точков актив има вторият Василий Иванчук, който остава на втората позиция заради постигнати по-малко победи по време на състезанието)[17]; Майнц (1-во място на „FiNet Open“ с резултат 9,5 точки от 11 възможни; турнирът е по шах960 и е част от фестивала „Чес Класик“)[18]
- 2014 – Москва, победител в Мемориал „Петросян“. Супертурнирът се провежда от 04 до 11 ноември 2014 г. в хотел „Москва сити“ по кръгова система в 7 кръга в памет на деветия световен шампион Тигран Вартанович Петросян и посветен на 85-годишнината от рождението му. Контрола: (100′/40+50′/20+15′)+30”. При равенство точки: 1) количество партии с черните, 2) количество победи, 3) лична среща, 4) Койя, 5) Зоннеборн-Бергер. Не трябва да се предлага реми до 40-ия ход. Награден фонд: 100000 евро. Участват 8 супергросмайстори със среден коефициент ЕЛО 2748. Класиране: [19]

1. Александър Гришчук 2795 (Русия) – 5,5

2. Владимир Крамник 2760 (Русия) – 4,5

3 – 4. Левон Аронян 2797 (Армения) – 4

3 – 4. Борис Гелфанд 2759 (Израел) – 4

5. Дин Лирен 2730 (Китай) – 3,5

6. Петер Леко 2731 (Унгария) – 2,5

7 – 8. Александър Морозевич 2724 (Русия) – 2

Ернесто Инаркиев 2688 (Русия) – 2

Победителят Александър Гришчук е награден с бронзова скулптура от две полукълба и между тях богинята Нике. С постигнатите резултати Гришчук достига на 9 ноември 2014 г. личен рекорден коефициент ЕЛО 2810,2 и става осмият шахматист в света с ЕЛО над 2800. 

## Отборни прояви

### Участия нашахматни олимпиади
В петте си участия Гришчук изиграва 51 партии (19 победи, 27 ремита и 5 загуби). Постига средна успеваемост от 63,7 процента. През 2000 г. при дебюта си на шахматна олимпиада взима единствения си индивидуален медал – бронз. През 2000 г. побеждава българина Атанас Колев, а през 2004 г. губи партията си срещу Иван Чепаринов.
| Година | Организатор | Отбор | Класиране (отборно) | Дъска |
| 2000   | Истанбул    | Русия | 1                   | Втора |
| 2002   | Блед        | Русия | 1                   | Втора |
| 2004   | Калвия      | Русия | 2                   | Трета |
| 2006   | Торино      | Русия | 6                   | Трета |
| 2008   | Дрезден     | Русия | 5                   | Трета |

### Участия насветовни отборни първенства
На световните отборни първенства Гришчук изиграва 12 партии. В тях постига четири победи, седем ремита и една загуба. Има средна успеваемост от 62,5 процента. Носител е на два индивидуални медала – сребро (2001) и злато (2005).
| Година | Организатор | Отбор | Класиране (отборно) | Дъска |
| 2001   | Ереван      | Русия | 2                   | Трета |
| 2005   | Беер Шева   | Русия | 1                   | Трета |

## Избрани партии
Партиите са представени с помощта на популярната алгебрична шахматна нотация.
|   | a | b | c | d | e | f | g | h |   |
| 8 | черен топ на черно поле d8 · черен цар на бяло поле e8 · черен офицер на черно поле f8 · черна пешка на черно поле a7 · черна пешка на бяло поле b7 · черен топ на бяло поле f7 · черна пешка на бяло поле h7 · бял топ на бяло поле e6 · черна пешка на черно поле h6 · черна дама на бяло поле b5 · черна пешка на бяло поле d5 · бяла дама на бяло поле h5 · бяла пешка на черно поле d4 · бяла пешка на бяло поле a2 · бяла пешка на черно поле b2 · бяла пешка на черно поле f2 · бяла пешка на бяло поле g2 · бяла пешка на черно поле h2 · бял топ на черно поле a1 · бял цар на черно поле g1 | черен топ на черно поле d8 · черен цар на бяло поле e8 · черен офицер на черно поле f8 · черна пешка на черно поле a7 · черна пешка на бяло поле b7 · черен топ на бяло поле f7 · черна пешка на бяло поле h7 · бял топ на бяло поле e6 · черна пешка на черно поле h6 · черна дама на бяло поле b5 · черна пешка на бяло поле d5 · бяла дама на бяло поле h5 · бяла пешка на черно поле d4 · бяла пешка на бяло поле a2 · бяла пешка на черно поле b2 · бяла пешка на черно поле f2 · бяла пешка на бяло поле g2 · бяла пешка на черно поле h2 · бял топ на черно поле a1 · бял цар на черно поле g1 | черен топ на черно поле d8 · черен цар на бяло поле e8 · черен офицер на черно поле f8 · черна пешка на черно поле a7 · черна пешка на бяло поле b7 · черен топ на бяло поле f7 · черна пешка на бяло поле h7 · бял топ на бяло поле e6 · черна пешка на черно поле h6 · черна дама на бяло поле b5 · черна пешка на бяло поле d5 · бяла дама на бяло поле h5 · бяла пешка на черно поле d4 · бяла пешка на бяло поле a2 · бяла пешка на черно поле b2 · бяла пешка на черно поле f2 · бяла пешка на бяло поле g2 · бяла пешка на черно поле h2 · бял топ на черно поле a1 · бял цар на черно поле g1 | черен топ на черно поле d8 · черен цар на бяло поле e8 · черен офицер на черно поле f8 · черна пешка на черно поле a7 · черна пешка на бяло поле b7 · черен топ на бяло поле f7 · черна пешка на бяло поле h7 · бял топ на бяло поле e6 · черна пешка на черно поле h6 · черна дама на бяло поле b5 · черна пешка на бяло поле d5 · бяла дама на бяло поле h5 · бяла пешка на черно поле d4 · бяла пешка на бяло поле a2 · бяла пешка на черно поле b2 · бяла пешка на черно поле f2 · бяла пешка на бяло поле g2 · бяла пешка на черно поле h2 · бял топ на черно поле a1 · бял цар на черно поле g1 | черен топ на черно поле d8 · черен цар на бяло поле e8 · черен офицер на черно поле f8 · черна пешка на черно поле a7 · черна пешка на бяло поле b7 · черен топ на бяло поле f7 · черна пешка на бяло поле h7 · бял топ на бяло поле e6 · черна пешка на черно поле h6 · черна дама на бяло поле b5 · черна пешка на бяло поле d5 · бяла дама на бяло поле h5 · бяла пешка на черно поле d4 · бяла пешка на бяло поле a2 · бяла пешка на черно поле b2 · бяла пешка на черно поле f2 · бяла пешка на бяло поле g2 · бяла пешка на черно поле h2 · бял топ на черно поле a1 · бял цар на черно поле g1 | черен топ на черно поле d8 · черен цар на бяло поле e8 · черен офицер на черно поле f8 · черна пешка на черно поле a7 · черна пешка на бяло поле b7 · черен топ на бяло поле f7 · черна пешка на бяло поле h7 · бял топ на бяло поле e6 · черна пешка на черно поле h6 · черна дама на бяло поле b5 · черна пешка на бяло поле d5 · бяла дама на бяло поле h5 · бяла пешка на черно поле d4 · бяла пешка на бяло поле a2 · бяла пешка на черно поле b2 · бяла пешка на черно поле f2 · бяла пешка на бяло поле g2 · бяла пешка на черно поле h2 · бял топ на черно поле a1 · бял цар на черно поле g1 | черен топ на черно поле d8 · черен цар на бяло поле e8 · черен офицер на черно поле f8 · черна пешка на черно поле a7 · черна пешка на бяло поле b7 · черен топ на бяло поле f7 · черна пешка на бяло поле h7 · бял топ на бяло поле e6 · черна пешка на черно поле h6 · черна дама на бяло поле b5 · черна пешка на бяло поле d5 · бяла дама на бяло поле h5 · бяла пешка на черно поле d4 · бяла пешка на бяло поле a2 · бяла пешка на черно поле b2 · бяла пешка на черно поле f2 · бяла пешка на бяло поле g2 · бяла пешка на черно поле h2 · бял топ на черно поле a1 · бял цар на черно поле g1 | черен топ на черно поле d8 · черен цар на бяло поле e8 · черен офицер на черно поле f8 · черна пешка на черно поле a7 · черна пешка на бяло поле b7 · черен топ на бяло поле f7 · черна пешка на бяло поле h7 · бял топ на бяло поле e6 · черна пешка на черно поле h6 · черна дама на бяло поле b5 · черна пешка на бяло поле d5 · бяла дама на бяло поле h5 · бяла пешка на черно поле d4 · бяла пешка на бяло поле a2 · бяла пешка на черно поле b2 · бяла пешка на черно поле f2 · бяла пешка на бяло поле g2 · бяла пешка на черно поле h2 · бял топ на черно поле a1 · бял цар на черно поле g1 | 8 |
| 7 | черен топ на черно поле d8 · черен цар на бяло поле e8 · черен офицер на черно поле f8 · черна пешка на черно поле a7 · черна пешка на бяло поле b7 · черен топ на бяло поле f7 · черна пешка на бяло поле h7 · бял топ на бяло поле e6 · черна пешка на черно поле h6 · черна дама на бяло поле b5 · черна пешка на бяло поле d5 · бяла дама на бяло поле h5 · бяла пешка на черно поле d4 · бяла пешка на бяло поле a2 · бяла пешка на черно поле b2 · бяла пешка на черно поле f2 · бяла пешка на бяло поле g2 · бяла пешка на черно поле h2 · бял топ на черно поле a1 · бял цар на черно поле g1 | черен топ на черно поле d8 · черен цар на бяло поле e8 · черен офицер на черно поле f8 · черна пешка на черно поле a7 · черна пешка на бяло поле b7 · черен топ на бяло поле f7 · черна пешка на бяло поле h7 · бял топ на бяло поле e6 · черна пешка на черно поле h6 · черна дама на бяло поле b5 · черна пешка на бяло поле d5 · бяла дама на бяло поле h5 · бяла пешка на черно поле d4 · бяла пешка на бяло поле a2 · бяла пешка на черно поле b2 · бяла пешка на черно поле f2 · бяла пешка на бяло поле g2 · бяла пешка на черно поле h2 · бял топ на черно поле a1 · бял цар на черно поле g1 | черен топ на черно поле d8 · черен цар на бяло поле e8 · черен офицер на черно поле f8 · черна пешка на черно поле a7 · черна пешка на бяло поле b7 · черен топ на бяло поле f7 · черна пешка на бяло поле h7 · бял топ на бяло поле e6 · черна пешка на черно поле h6 · черна дама на бяло поле b5 · черна пешка на бяло поле d5 · бяла дама на бяло поле h5 · бяла пешка на черно поле d4 · бяла пешка на бяло поле a2 · бяла пешка на черно поле b2 · бяла пешка на черно поле f2 · бяла пешка на бяло поле g2 · бяла пешка на черно поле h2 · бял топ на черно поле a1 · бял цар на черно поле g1 | черен топ на черно поле d8 · черен цар на бяло поле e8 · черен офицер на черно поле f8 · черна пешка на черно поле a7 · черна пешка на бяло поле b7 · черен топ на бяло поле f7 · черна пешка на бяло поле h7 · бял топ на бяло поле e6 · черна пешка на черно поле h6 · черна дама на бяло поле b5 · черна пешка на бяло поле d5 · бяла дама на бяло поле h5 · бяла пешка на черно поле d4 · бяла пешка на бяло поле a2 · бяла пешка на черно поле b2 · бяла пешка на черно поле f2 · бяла пешка на бяло поле g2 · бяла пешка на черно поле h2 · бял топ на черно поле a1 · бял цар на черно поле g1 | черен топ на черно поле d8 · черен цар на бяло поле e8 · черен офицер на черно поле f8 · черна пешка на черно поле a7 · черна пешка на бяло поле b7 · черен топ на бяло поле f7 · черна пешка на бяло поле h7 · бял топ на бяло поле e6 · черна пешка на черно поле h6 · черна дама на бяло поле b5 · черна пешка на бяло поле d5 · бяла дама на бяло поле h5 · бяла пешка на черно поле d4 · бяла пешка на бяло поле a2 · бяла пешка на черно поле b2 · бяла пешка на черно поле f2 · бяла пешка на бяло поле g2 · бяла пешка на черно поле h2 · бял топ на черно поле a1 · бял цар на черно поле g1 | черен топ на черно поле d8 · черен цар на бяло поле e8 · черен офицер на черно поле f8 · черна пешка на черно поле a7 · черна пешка на бяло поле b7 · черен топ на бяло поле f7 · черна пешка на бяло поле h7 · бял топ на бяло поле e6 · черна пешка на черно поле h6 · черна дама на бяло поле b5 · черна пешка на бяло поле d5 · бяла дама на бяло поле h5 · бяла пешка на черно поле d4 · бяла пешка на бяло поле a2 · бяла пешка на черно поле b2 · бяла пешка на черно поле f2 · бяла пешка на бяло поле g2 · бяла пешка на черно поле h2 · бял топ на черно поле a1 · бял цар на черно поле g1 | черен топ на черно поле d8 · черен цар на бяло поле e8 · черен офицер на черно поле f8 · черна пешка на черно поле a7 · черна пешка на бяло поле b7 · черен топ на бяло поле f7 · черна пешка на бяло поле h7 · бял топ на бяло поле e6 · черна пешка на черно поле h6 · черна дама на бяло поле b5 · черна пешка на бяло поле d5 · бяла дама на бяло поле h5 · бяла пешка на черно поле d4 · бяла пешка на бяло поле a2 · бяла пешка на черно поле b2 · бяла пешка на черно поле f2 · бяла пешка на бяло поле g2 · бяла пешка на черно поле h2 · бял топ на черно поле a1 · бял цар на черно поле g1 | черен топ на черно поле d8 · черен цар на бяло поле e8 · черен офицер на черно поле f8 · черна пешка на черно поле a7 · черна пешка на бяло поле b7 · черен топ на бяло поле f7 · черна пешка на бяло поле h7 · бял топ на бяло поле e6 · черна пешка на черно поле h6 · черна дама на бяло поле b5 · черна пешка на бяло поле d5 · бяла дама на бяло поле h5 · бяла пешка на черно поле d4 · бяла пешка на бяло поле a2 · бяла пешка на черно поле b2 · бяла пешка на черно поле f2 · бяла пешка на бяло поле g2 · бяла пешка на черно поле h2 · бял топ на черно поле a1 · бял цар на черно поле g1 | 7 |
| 6 | черен топ на черно поле d8 · черен цар на бяло поле e8 · черен офицер на черно поле f8 · черна пешка на черно поле a7 · черна пешка на бяло поле b7 · черен топ на бяло поле f7 · черна пешка на бяло поле h7 · бял топ на бяло поле e6 · черна пешка на черно поле h6 · черна дама на бяло поле b5 · черна пешка на бяло поле d5 · бяла дама на бяло поле h5 · бяла пешка на черно поле d4 · бяла пешка на бяло поле a2 · бяла пешка на черно поле b2 · бяла пешка на черно поле f2 · бяла пешка на бяло поле g2 · бяла пешка на черно поле h2 · бял топ на черно поле a1 · бял цар на черно поле g1 | черен топ на черно поле d8 · черен цар на бяло поле e8 · черен офицер на черно поле f8 · черна пешка на черно поле a7 · черна пешка на бяло поле b7 · черен топ на бяло поле f7 · черна пешка на бяло поле h7 · бял топ на бяло поле e6 · черна пешка на черно поле h6 · черна дама на бяло поле b5 · черна пешка на бяло поле d5 · бяла дама на бяло поле h5 · бяла пешка на черно поле d4 · бяла пешка на бяло поле a2 · бяла пешка на черно поле b2 · бяла пешка на черно поле f2 · бяла пешка на бяло поле g2 · бяла пешка на черно поле h2 · бял топ на черно поле a1 · бял цар на черно поле g1 | черен топ на черно поле d8 · черен цар на бяло поле e8 · черен офицер на черно поле f8 · черна пешка на черно поле a7 · черна пешка на бяло поле b7 · черен топ на бяло поле f7 · черна пешка на бяло поле h7 · бял топ на бяло поле e6 · черна пешка на черно поле h6 · черна дама на бяло поле b5 · черна пешка на бяло поле d5 · бяла дама на бяло поле h5 · бяла пешка на черно поле d4 · бяла пешка на бяло поле a2 · бяла пешка на черно поле b2 · бяла пешка на черно поле f2 · бяла пешка на бяло поле g2 · бяла пешка на черно поле h2 · бял топ на черно поле a1 · бял цар на черно поле g1 | черен топ на черно поле d8 · черен цар на бяло поле e8 · черен офицер на черно поле f8 · черна пешка на черно поле a7 · черна пешка на бяло поле b7 · черен топ на бяло поле f7 · черна пешка на бяло поле h7 · бял топ на бяло поле e6 · черна пешка на черно поле h6 · черна дама на бяло поле b5 · черна пешка на бяло поле d5 · бяла дама на бяло поле h5 · бяла пешка на черно поле d4 · бяла пешка на бяло поле a2 · бяла пешка на черно поле b2 · бяла пешка на черно поле f2 · бяла пешка на бяло поле g2 · бяла пешка на черно поле h2 · бял топ на черно поле a1 · бял цар на черно поле g1 | черен топ на черно поле d8 · черен цар на бяло поле e8 · черен офицер на черно поле f8 · черна пешка на черно поле a7 · черна пешка на бяло поле b7 · черен топ на бяло поле f7 · черна пешка на бяло поле h7 · бял топ на бяло поле e6 · черна пешка на черно поле h6 · черна дама на бяло поле b5 · черна пешка на бяло поле d5 · бяла дама на бяло поле h5 · бяла пешка на черно поле d4 · бяла пешка на бяло поле a2 · бяла пешка на черно поле b2 · бяла пешка на черно поле f2 · бяла пешка на бяло поле g2 · бяла пешка на черно поле h2 · бял топ на черно поле a1 · бял цар на черно поле g1 | черен топ на черно поле d8 · черен цар на бяло поле e8 · черен офицер на черно поле f8 · черна пешка на черно поле a7 · черна пешка на бяло поле b7 · черен топ на бяло поле f7 · черна пешка на бяло поле h7 · бял топ на бяло поле e6 · черна пешка на черно поле h6 · черна дама на бяло поле b5 · черна пешка на бяло поле d5 · бяла дама на бяло поле h5 · бяла пешка на черно поле d4 · бяла пешка на бяло поле a2 · бяла пешка на черно поле b2 · бяла пешка на черно поле f2 · бяла пешка на бяло поле g2 · бяла пешка на черно поле h2 · бял топ на черно поле a1 · бял цар на черно поле g1 | черен топ на черно поле d8 · черен цар на бяло поле e8 · черен офицер на черно поле f8 · черна пешка на черно поле a7 · черна пешка на бяло поле b7 · черен топ на бяло поле f7 · черна пешка на бяло поле h7 · бял топ на бяло поле e6 · черна пешка на черно поле h6 · черна дама на бяло поле b5 · черна пешка на бяло поле d5 · бяла дама на бяло поле h5 · бяла пешка на черно поле d4 · бяла пешка на бяло поле a2 · бяла пешка на черно поле b2 · бяла пешка на черно поле f2 · бяла пешка на бяло поле g2 · бяла пешка на черно поле h2 · бял топ на черно поле a1 · бял цар на черно поле g1 | черен топ на черно поле d8 · черен цар на бяло поле e8 · черен офицер на черно поле f8 · черна пешка на черно поле a7 · черна пешка на бяло поле b7 · черен топ на бяло поле f7 · черна пешка на бяло поле h7 · бял топ на бяло поле e6 · черна пешка на черно поле h6 · черна дама на бяло поле b5 · черна пешка на бяло поле d5 · бяла дама на бяло поле h5 · бяла пешка на черно поле d4 · бяла пешка на бяло поле a2 · бяла пешка на черно поле b2 · бяла пешка на черно поле f2 · бяла пешка на бяло поле g2 · бяла пешка на черно поле h2 · бял топ на черно поле a1 · бял цар на черно поле g1 | 6 |
| 5 | черен топ на черно поле d8 · черен цар на бяло поле e8 · черен офицер на черно поле f8 · черна пешка на черно поле a7 · черна пешка на бяло поле b7 · черен топ на бяло поле f7 · черна пешка на бяло поле h7 · бял топ на бяло поле e6 · черна пешка на черно поле h6 · черна дама на бяло поле b5 · черна пешка на бяло поле d5 · бяла дама на бяло поле h5 · бяла пешка на черно поле d4 · бяла пешка на бяло поле a2 · бяла пешка на черно поле b2 · бяла пешка на черно поле f2 · бяла пешка на бяло поле g2 · бяла пешка на черно поле h2 · бял топ на черно поле a1 · бял цар на черно поле g1 | черен топ на черно поле d8 · черен цар на бяло поле e8 · черен офицер на черно поле f8 · черна пешка на черно поле a7 · черна пешка на бяло поле b7 · черен топ на бяло поле f7 · черна пешка на бяло поле h7 · бял топ на бяло поле e6 · черна пешка на черно поле h6 · черна дама на бяло поле b5 · черна пешка на бяло поле d5 · бяла дама на бяло поле h5 · бяла пешка на черно поле d4 · бяла пешка на бяло поле a2 · бяла пешка на черно поле b2 · бяла пешка на черно поле f2 · бяла пешка на бяло поле g2 · бяла пешка на черно поле h2 · бял топ на черно поле a1 · бял цар на черно поле g1 | черен топ на черно поле d8 · черен цар на бяло поле e8 · черен офицер на черно поле f8 · черна пешка на черно поле a7 · черна пешка на бяло поле b7 · черен топ на бяло поле f7 · черна пешка на бяло поле h7 · бял топ на бяло поле e6 · черна пешка на черно поле h6 · черна дама на бяло поле b5 · черна пешка на бяло поле d5 · бяла дама на бяло поле h5 · бяла пешка на черно поле d4 · бяла пешка на бяло поле a2 · бяла пешка на черно поле b2 · бяла пешка на черно поле f2 · бяла пешка на бяло поле g2 · бяла пешка на черно поле h2 · бял топ на черно поле a1 · бял цар на черно поле g1 | черен топ на черно поле d8 · черен цар на бяло поле e8 · черен офицер на черно поле f8 · черна пешка на черно поле a7 · черна пешка на бяло поле b7 · черен топ на бяло поле f7 · черна пешка на бяло поле h7 · бял топ на бяло поле e6 · черна пешка на черно поле h6 · черна дама на бяло поле b5 · черна пешка на бяло поле d5 · бяла дама на бяло поле h5 · бяла пешка на черно поле d4 · бяла пешка на бяло поле a2 · бяла пешка на черно поле b2 · бяла пешка на черно поле f2 · бяла пешка на бяло поле g2 · бяла пешка на черно поле h2 · бял топ на черно поле a1 · бял цар на черно поле g1 | черен топ на черно поле d8 · черен цар на бяло поле e8 · черен офицер на черно поле f8 · черна пешка на черно поле a7 · черна пешка на бяло поле b7 · черен топ на бяло поле f7 · черна пешка на бяло поле h7 · бял топ на бяло поле e6 · черна пешка на черно поле h6 · черна дама на бяло поле b5 · черна пешка на бяло поле d5 · бяла дама на бяло поле h5 · бяла пешка на черно поле d4 · бяла пешка на бяло поле a2 · бяла пешка на черно поле b2 · бяла пешка на черно поле f2 · бяла пешка на бяло поле g2 · бяла пешка на черно поле h2 · бял топ на черно поле a1 · бял цар на черно поле g1 | черен топ на черно поле d8 · черен цар на бяло поле e8 · черен офицер на черно поле f8 · черна пешка на черно поле a7 · черна пешка на бяло поле b7 · черен топ на бяло поле f7 · черна пешка на бяло поле h7 · бял топ на бяло поле e6 · черна пешка на черно поле h6 · черна дама на бяло поле b5 · черна пешка на бяло поле d5 · бяла дама на бяло поле h5 · бяла пешка на черно поле d4 · бяла пешка на бяло поле a2 · бяла пешка на черно поле b2 · бяла пешка на черно поле f2 · бяла пешка на бяло поле g2 · бяла пешка на черно поле h2 · бял топ на черно поле a1 · бял цар на черно поле g1 | черен топ на черно поле d8 · черен цар на бяло поле e8 · черен офицер на черно поле f8 · черна пешка на черно поле a7 · черна пешка на бяло поле b7 · черен топ на бяло поле f7 · черна пешка на бяло поле h7 · бял топ на бяло поле e6 · черна пешка на черно поле h6 · черна дама на бяло поле b5 · черна пешка на бяло поле d5 · бяла дама на бяло поле h5 · бяла пешка на черно поле d4 · бяла пешка на бяло поле a2 · бяла пешка на черно поле b2 · бяла пешка на черно поле f2 · бяла пешка на бяло поле g2 · бяла пешка на черно поле h2 · бял топ на черно поле a1 · бял цар на черно поле g1 | черен топ на черно поле d8 · черен цар на бяло поле e8 · черен офицер на черно поле f8 · черна пешка на черно поле a7 · черна пешка на бяло поле b7 · черен топ на бяло поле f7 · черна пешка на бяло поле h7 · бял топ на бяло поле e6 · черна пешка на черно поле h6 · черна дама на бяло поле b5 · черна пешка на бяло поле d5 · бяла дама на бяло поле h5 · бяла пешка на черно поле d4 · бяла пешка на бяло поле a2 · бяла пешка на черно поле b2 · бяла пешка на черно поле f2 · бяла пешка на бяло поле g2 · бяла пешка на черно поле h2 · бял топ на черно поле a1 · бял цар на черно поле g1 | 5 |
| 4 | черен топ на черно поле d8 · черен цар на бяло поле e8 · черен офицер на черно поле f8 · черна пешка на черно поле a7 · черна пешка на бяло поле b7 · черен топ на бяло поле f7 · черна пешка на бяло поле h7 · бял топ на бяло поле e6 · черна пешка на черно поле h6 · черна дама на бяло поле b5 · черна пешка на бяло поле d5 · бяла дама на бяло поле h5 · бяла пешка на черно поле d4 · бяла пешка на бяло поле a2 · бяла пешка на черно поле b2 · бяла пешка на черно поле f2 · бяла пешка на бяло поле g2 · бяла пешка на черно поле h2 · бял топ на черно поле a1 · бял цар на черно поле g1 | черен топ на черно поле d8 · черен цар на бяло поле e8 · черен офицер на черно поле f8 · черна пешка на черно поле a7 · черна пешка на бяло поле b7 · черен топ на бяло поле f7 · черна пешка на бяло поле h7 · бял топ на бяло поле e6 · черна пешка на черно поле h6 · черна дама на бяло поле b5 · черна пешка на бяло поле d5 · бяла дама на бяло поле h5 · бяла пешка на черно поле d4 · бяла пешка на бяло поле a2 · бяла пешка на черно поле b2 · бяла пешка на черно поле f2 · бяла пешка на бяло поле g2 · бяла пешка на черно поле h2 · бял топ на черно поле a1 · бял цар на черно поле g1 | черен топ на черно поле d8 · черен цар на бяло поле e8 · черен офицер на черно поле f8 · черна пешка на черно поле a7 · черна пешка на бяло поле b7 · черен топ на бяло поле f7 · черна пешка на бяло поле h7 · бял топ на бяло поле e6 · черна пешка на черно поле h6 · черна дама на бяло поле b5 · черна пешка на бяло поле d5 · бяла дама на бяло поле h5 · бяла пешка на черно поле d4 · бяла пешка на бяло поле a2 · бяла пешка на черно поле b2 · бяла пешка на черно поле f2 · бяла пешка на бяло поле g2 · бяла пешка на черно поле h2 · бял топ на черно поле a1 · бял цар на черно поле g1 | черен топ на черно поле d8 · черен цар на бяло поле e8 · черен офицер на черно поле f8 · черна пешка на черно поле a7 · черна пешка на бяло поле b7 · черен топ на бяло поле f7 · черна пешка на бяло поле h7 · бял топ на бяло поле e6 · черна пешка на черно поле h6 · черна дама на бяло поле b5 · черна пешка на бяло поле d5 · бяла дама на бяло поле h5 · бяла пешка на черно поле d4 · бяла пешка на бяло поле a2 · бяла пешка на черно поле b2 · бяла пешка на черно поле f2 · бяла пешка на бяло поле g2 · бяла пешка на черно поле h2 · бял топ на черно поле a1 · бял цар на черно поле g1 | черен топ на черно поле d8 · черен цар на бяло поле e8 · черен офицер на черно поле f8 · черна пешка на черно поле a7 · черна пешка на бяло поле b7 · черен топ на бяло поле f7 · черна пешка на бяло поле h7 · бял топ на бяло поле e6 · черна пешка на черно поле h6 · черна дама на бяло поле b5 · черна пешка на бяло поле d5 · бяла дама на бяло поле h5 · бяла пешка на черно поле d4 · бяла пешка на бяло поле a2 · бяла пешка на черно поле b2 · бяла пешка на черно поле f2 · бяла пешка на бяло поле g2 · бяла пешка на черно поле h2 · бял топ на черно поле a1 · бял цар на черно поле g1 | черен топ на черно поле d8 · черен цар на бяло поле e8 · черен офицер на черно поле f8 · черна пешка на черно поле a7 · черна пешка на бяло поле b7 · черен топ на бяло поле f7 · черна пешка на бяло поле h7 · бял топ на бяло поле e6 · черна пешка на черно поле h6 · черна дама на бяло поле b5 · черна пешка на бяло поле d5 · бяла дама на бяло поле h5 · бяла пешка на черно поле d4 · бяла пешка на бяло поле a2 · бяла пешка на черно поле b2 · бяла пешка на черно поле f2 · бяла пешка на бяло поле g2 · бяла пешка на черно поле h2 · бял топ на черно поле a1 · бял цар на черно поле g1 | черен топ на черно поле d8 · черен цар на бяло поле e8 · черен офицер на черно поле f8 · черна пешка на черно поле a7 · черна пешка на бяло поле b7 · черен топ на бяло поле f7 · черна пешка на бяло поле h7 · бял топ на бяло поле e6 · черна пешка на черно поле h6 · черна дама на бяло поле b5 · черна пешка на бяло поле d5 · бяла дама на бяло поле h5 · бяла пешка на черно поле d4 · бяла пешка на бяло поле a2 · бяла пешка на черно поле b2 · бяла пешка на черно поле f2 · бяла пешка на бяло поле g2 · бяла пешка на черно поле h2 · бял топ на черно поле a1 · бял цар на черно поле g1 | черен топ на черно поле d8 · черен цар на бяло поле e8 · черен офицер на черно поле f8 · черна пешка на черно поле a7 · черна пешка на бяло поле b7 · черен топ на бяло поле f7 · черна пешка на бяло поле h7 · бял топ на бяло поле e6 · черна пешка на черно поле h6 · черна дама на бяло поле b5 · черна пешка на бяло поле d5 · бяла дама на бяло поле h5 · бяла пешка на черно поле d4 · бяла пешка на бяло поле a2 · бяла пешка на черно поле b2 · бяла пешка на черно поле f2 · бяла пешка на бяло поле g2 · бяла пешка на черно поле h2 · бял топ на черно поле a1 · бял цар на черно поле g1 | 4 |
| 3 | черен топ на черно поле d8 · черен цар на бяло поле e8 · черен офицер на черно поле f8 · черна пешка на черно поле a7 · черна пешка на бяло поле b7 · черен топ на бяло поле f7 · черна пешка на бяло поле h7 · бял топ на бяло поле e6 · черна пешка на черно поле h6 · черна дама на бяло поле b5 · черна пешка на бяло поле d5 · бяла дама на бяло поле h5 · бяла пешка на черно поле d4 · бяла пешка на бяло поле a2 · бяла пешка на черно поле b2 · бяла пешка на черно поле f2 · бяла пешка на бяло поле g2 · бяла пешка на черно поле h2 · бял топ на черно поле a1 · бял цар на черно поле g1 | черен топ на черно поле d8 · черен цар на бяло поле e8 · черен офицер на черно поле f8 · черна пешка на черно поле a7 · черна пешка на бяло поле b7 · черен топ на бяло поле f7 · черна пешка на бяло поле h7 · бял топ на бяло поле e6 · черна пешка на черно поле h6 · черна дама на бяло поле b5 · черна пешка на бяло поле d5 · бяла дама на бяло поле h5 · бяла пешка на черно поле d4 · бяла пешка на бяло поле a2 · бяла пешка на черно поле b2 · бяла пешка на черно поле f2 · бяла пешка на бяло поле g2 · бяла пешка на черно поле h2 · бял топ на черно поле a1 · бял цар на черно поле g1 | черен топ на черно поле d8 · черен цар на бяло поле e8 · черен офицер на черно поле f8 · черна пешка на черно поле a7 · черна пешка на бяло поле b7 · черен топ на бяло поле f7 · черна пешка на бяло поле h7 · бял топ на бяло поле e6 · черна пешка на черно поле h6 · черна дама на бяло поле b5 · черна пешка на бяло поле d5 · бяла дама на бяло поле h5 · бяла пешка на черно поле d4 · бяла пешка на бяло поле a2 · бяла пешка на черно поле b2 · бяла пешка на черно поле f2 · бяла пешка на бяло поле g2 · бяла пешка на черно поле h2 · бял топ на черно поле a1 · бял цар на черно поле g1 | черен топ на черно поле d8 · черен цар на бяло поле e8 · черен офицер на черно поле f8 · черна пешка на черно поле a7 · черна пешка на бяло поле b7 · черен топ на бяло поле f7 · черна пешка на бяло поле h7 · бял топ на бяло поле e6 · черна пешка на черно поле h6 · черна дама на бяло поле b5 · черна пешка на бяло поле d5 · бяла дама на бяло поле h5 · бяла пешка на черно поле d4 · бяла пешка на бяло поле a2 · бяла пешка на черно поле b2 · бяла пешка на черно поле f2 · бяла пешка на бяло поле g2 · бяла пешка на черно поле h2 · бял топ на черно поле a1 · бял цар на черно поле g1 | черен топ на черно поле d8 · черен цар на бяло поле e8 · черен офицер на черно поле f8 · черна пешка на черно поле a7 · черна пешка на бяло поле b7 · черен топ на бяло поле f7 · черна пешка на бяло поле h7 · бял топ на бяло поле e6 · черна пешка на черно поле h6 · черна дама на бяло поле b5 · черна пешка на бяло поле d5 · бяла дама на бяло поле h5 · бяла пешка на черно поле d4 · бяла пешка на бяло поле a2 · бяла пешка на черно поле b2 · бяла пешка на черно поле f2 · бяла пешка на бяло поле g2 · бяла пешка на черно поле h2 · бял топ на черно поле a1 · бял цар на черно поле g1 | черен топ на черно поле d8 · черен цар на бяло поле e8 · черен офицер на черно поле f8 · черна пешка на черно поле a7 · черна пешка на бяло поле b7 · черен топ на бяло поле f7 · черна пешка на бяло поле h7 · бял топ на бяло поле e6 · черна пешка на черно поле h6 · черна дама на бяло поле b5 · черна пешка на бяло поле d5 · бяла дама на бяло поле h5 · бяла пешка на черно поле d4 · бяла пешка на бяло поле a2 · бяла пешка на черно поле b2 · бяла пешка на черно поле f2 · бяла пешка на бяло поле g2 · бяла пешка на черно поле h2 · бял топ на черно поле a1 · бял цар на черно поле g1 | черен топ на черно поле d8 · черен цар на бяло поле e8 · черен офицер на черно поле f8 · черна пешка на черно поле a7 · черна пешка на бяло поле b7 · черен топ на бяло поле f7 · черна пешка на бяло поле h7 · бял топ на бяло поле e6 · черна пешка на черно поле h6 · черна дама на бяло поле b5 · черна пешка на бяло поле d5 · бяла дама на бяло поле h5 · бяла пешка на черно поле d4 · бяла пешка на бяло поле a2 · бяла пешка на черно поле b2 · бяла пешка на черно поле f2 · бяла пешка на бяло поле g2 · бяла пешка на черно поле h2 · бял топ на черно поле a1 · бял цар на черно поле g1 | черен топ на черно поле d8 · черен цар на бяло поле e8 · черен офицер на черно поле f8 · черна пешка на черно поле a7 · черна пешка на бяло поле b7 · черен топ на бяло поле f7 · черна пешка на бяло поле h7 · бял топ на бяло поле e6 · черна пешка на черно поле h6 · черна дама на бяло поле b5 · черна пешка на бяло поле d5 · бяла дама на бяло поле h5 · бяла пешка на черно поле d4 · бяла пешка на бяло поле a2 · бяла пешка на черно поле b2 · бяла пешка на черно поле f2 · бяла пешка на бяло поле g2 · бяла пешка на черно поле h2 · бял топ на черно поле a1 · бял цар на черно поле g1 | 3 |
| 2 | черен топ на черно поле d8 · черен цар на бяло поле e8 · черен офицер на черно поле f8 · черна пешка на черно поле a7 · черна пешка на бяло поле b7 · черен топ на бяло поле f7 · черна пешка на бяло поле h7 · бял топ на бяло поле e6 · черна пешка на черно поле h6 · черна дама на бяло поле b5 · черна пешка на бяло поле d5 · бяла дама на бяло поле h5 · бяла пешка на черно поле d4 · бяла пешка на бяло поле a2 · бяла пешка на черно поле b2 · бяла пешка на черно поле f2 · бяла пешка на бяло поле g2 · бяла пешка на черно поле h2 · бял топ на черно поле a1 · бял цар на черно поле g1 | черен топ на черно поле d8 · черен цар на бяло поле e8 · черен офицер на черно поле f8 · черна пешка на черно поле a7 · черна пешка на бяло поле b7 · черен топ на бяло поле f7 · черна пешка на бяло поле h7 · бял топ на бяло поле e6 · черна пешка на черно поле h6 · черна дама на бяло поле b5 · черна пешка на бяло поле d5 · бяла дама на бяло поле h5 · бяла пешка на черно поле d4 · бяла пешка на бяло поле a2 · бяла пешка на черно поле b2 · бяла пешка на черно поле f2 · бяла пешка на бяло поле g2 · бяла пешка на черно поле h2 · бял топ на черно поле a1 · бял цар на черно поле g1 | черен топ на черно поле d8 · черен цар на бяло поле e8 · черен офицер на черно поле f8 · черна пешка на черно поле a7 · черна пешка на бяло поле b7 · черен топ на бяло поле f7 · черна пешка на бяло поле h7 · бял топ на бяло поле e6 · черна пешка на черно поле h6 · черна дама на бяло поле b5 · черна пешка на бяло поле d5 · бяла дама на бяло поле h5 · бяла пешка на черно поле d4 · бяла пешка на бяло поле a2 · бяла пешка на черно поле b2 · бяла пешка на черно поле f2 · бяла пешка на бяло поле g2 · бяла пешка на черно поле h2 · бял топ на черно поле a1 · бял цар на черно поле g1 | черен топ на черно поле d8 · черен цар на бяло поле e8 · черен офицер на черно поле f8 · черна пешка на черно поле a7 · черна пешка на бяло поле b7 · черен топ на бяло поле f7 · черна пешка на бяло поле h7 · бял топ на бяло поле e6 · черна пешка на черно поле h6 · черна дама на бяло поле b5 · черна пешка на бяло поле d5 · бяла дама на бяло поле h5 · бяла пешка на черно поле d4 · бяла пешка на бяло поле a2 · бяла пешка на черно поле b2 · бяла пешка на черно поле f2 · бяла пешка на бяло поле g2 · бяла пешка на черно поле h2 · бял топ на черно поле a1 · бял цар на черно поле g1 | черен топ на черно поле d8 · черен цар на бяло поле e8 · черен офицер на черно поле f8 · черна пешка на черно поле a7 · черна пешка на бяло поле b7 · черен топ на бяло поле f7 · черна пешка на бяло поле h7 · бял топ на бяло поле e6 · черна пешка на черно поле h6 · черна дама на бяло поле b5 · черна пешка на бяло поле d5 · бяла дама на бяло поле h5 · бяла пешка на черно поле d4 · бяла пешка на бяло поле a2 · бяла пешка на черно поле b2 · бяла пешка на черно поле f2 · бяла пешка на бяло поле g2 · бяла пешка на черно поле h2 · бял топ на черно поле a1 · бял цар на черно поле g1 | черен топ на черно поле d8 · черен цар на бяло поле e8 · черен офицер на черно поле f8 · черна пешка на черно поле a7 · черна пешка на бяло поле b7 · черен топ на бяло поле f7 · черна пешка на бяло поле h7 · бял топ на бяло поле e6 · черна пешка на черно поле h6 · черна дама на бяло поле b5 · черна пешка на бяло поле d5 · бяла дама на бяло поле h5 · бяла пешка на черно поле d4 · бяла пешка на бяло поле a2 · бяла пешка на черно поле b2 · бяла пешка на черно поле f2 · бяла пешка на бяло поле g2 · бяла пешка на черно поле h2 · бял топ на черно поле a1 · бял цар на черно поле g1 | черен топ на черно поле d8 · черен цар на бяло поле e8 · черен офицер на черно поле f8 · черна пешка на черно поле a7 · черна пешка на бяло поле b7 · черен топ на бяло поле f7 · черна пешка на бяло поле h7 · бял топ на бяло поле e6 · черна пешка на черно поле h6 · черна дама на бяло поле b5 · черна пешка на бяло поле d5 · бяла дама на бяло поле h5 · бяла пешка на черно поле d4 · бяла пешка на бяло поле a2 · бяла пешка на черно поле b2 · бяла пешка на черно поле f2 · бяла пешка на бяло поле g2 · бяла пешка на черно поле h2 · бял топ на черно поле a1 · бял цар на черно поле g1 | черен топ на черно поле d8 · черен цар на бяло поле e8 · черен офицер на черно поле f8 · черна пешка на черно поле a7 · черна пешка на бяло поле b7 · черен топ на бяло поле f7 · черна пешка на бяло поле h7 · бял топ на бяло поле e6 · черна пешка на черно поле h6 · черна дама на бяло поле b5 · черна пешка на бяло поле d5 · бяла дама на бяло поле h5 · бяла пешка на черно поле d4 · бяла пешка на бяло поле a2 · бяла пешка на черно поле b2 · бяла пешка на черно поле f2 · бяла пешка на бяло поле g2 · бяла пешка на черно поле h2 · бял топ на черно поле a1 · бял цар на черно поле g1 | 2 |
| 1 | черен топ на черно поле d8 · черен цар на бяло поле e8 · черен офицер на черно поле f8 · черна пешка на черно поле a7 · черна пешка на бяло поле b7 · черен топ на бяло поле f7 · черна пешка на бяло поле h7 · бял топ на бяло поле e6 · черна пешка на черно поле h6 · черна дама на бяло поле b5 · черна пешка на бяло поле d5 · бяла дама на бяло поле h5 · бяла пешка на черно поле d4 · бяла пешка на бяло поле a2 · бяла пешка на черно поле b2 · бяла пешка на черно поле f2 · бяла пешка на бяло поле g2 · бяла пешка на черно поле h2 · бял топ на черно поле a1 · бял цар на черно поле g1 | черен топ на черно поле d8 · черен цар на бяло поле e8 · черен офицер на черно поле f8 · черна пешка на черно поле a7 · черна пешка на бяло поле b7 · черен топ на бяло поле f7 · черна пешка на бяло поле h7 · бял топ на бяло поле e6 · черна пешка на черно поле h6 · черна дама на бяло поле b5 · черна пешка на бяло поле d5 · бяла дама на бяло поле h5 · бяла пешка на черно поле d4 · бяла пешка на бяло поле a2 · бяла пешка на черно поле b2 · бяла пешка на черно поле f2 · бяла пешка на бяло поле g2 · бяла пешка на черно поле h2 · бял топ на черно поле a1 · бял цар на черно поле g1 | черен топ на черно поле d8 · черен цар на бяло поле e8 · черен офицер на черно поле f8 · черна пешка на черно поле a7 · черна пешка на бяло поле b7 · черен топ на бяло поле f7 · черна пешка на бяло поле h7 · бял топ на бяло поле e6 · черна пешка на черно поле h6 · черна дама на бяло поле b5 · черна пешка на бяло поле d5 · бяла дама на бяло поле h5 · бяла пешка на черно поле d4 · бяла пешка на бяло поле a2 · бяла пешка на черно поле b2 · бяла пешка на черно поле f2 · бяла пешка на бяло поле g2 · бяла пешка на черно поле h2 · бял топ на черно поле a1 · бял цар на черно поле g1 | черен топ на черно поле d8 · черен цар на бяло поле e8 · черен офицер на черно поле f8 · черна пешка на черно поле a7 · черна пешка на бяло поле b7 · черен топ на бяло поле f7 · черна пешка на бяло поле h7 · бял топ на бяло поле e6 · черна пешка на черно поле h6 · черна дама на бяло поле b5 · черна пешка на бяло поле d5 · бяла дама на бяло поле h5 · бяла пешка на черно поле d4 · бяла пешка на бяло поле a2 · бяла пешка на черно поле b2 · бяла пешка на черно поле f2 · бяла пешка на бяло поле g2 · бяла пешка на черно поле h2 · бял топ на черно поле a1 · бял цар на черно поле g1 | черен топ на черно поле d8 · черен цар на бяло поле e8 · черен офицер на черно поле f8 · черна пешка на черно поле a7 · черна пешка на бяло поле b7 · черен топ на бяло поле f7 · черна пешка на бяло поле h7 · бял топ на бяло поле e6 · черна пешка на черно поле h6 · черна дама на бяло поле b5 · черна пешка на бяло поле d5 · бяла дама на бяло поле h5 · бяла пешка на черно поле d4 · бяла пешка на бяло поле a2 · бяла пешка на черно поле b2 · бяла пешка на черно поле f2 · бяла пешка на бяло поле g2 · бяла пешка на черно поле h2 · бял топ на черно поле a1 · бял цар на черно поле g1 | черен топ на черно поле d8 · черен цар на бяло поле e8 · черен офицер на черно поле f8 · черна пешка на черно поле a7 · черна пешка на бяло поле b7 · черен топ на бяло поле f7 · черна пешка на бяло поле h7 · бял топ на бяло поле e6 · черна пешка на черно поле h6 · черна дама на бяло поле b5 · черна пешка на бяло поле d5 · бяла дама на бяло поле h5 · бяла пешка на черно поле d4 · бяла пешка на бяло поле a2 · бяла пешка на черно поле b2 · бяла пешка на черно поле f2 · бяла пешка на бяло поле g2 · бяла пешка на черно поле h2 · бял топ на черно поле a1 · бял цар на черно поле g1 | черен топ на черно поле d8 · черен цар на бяло поле e8 · черен офицер на черно поле f8 · черна пешка на черно поле a7 · черна пешка на бяло поле b7 · черен топ на бяло поле f7 · черна пешка на бяло поле h7 · бял топ на бяло поле e6 · черна пешка на черно поле h6 · черна дама на бяло поле b5 · черна пешка на бяло поле d5 · бяла дама на бяло поле h5 · бяла пешка на черно поле d4 · бяла пешка на бяло поле a2 · бяла пешка на черно поле b2 · бяла пешка на черно поле f2 · бяла пешка на бяло поле g2 · бяла пешка на черно поле h2 · бял топ на черно поле a1 · бял цар на черно поле g1 | черен топ на черно поле d8 · черен цар на бяло поле e8 · черен офицер на черно поле f8 · черна пешка на черно поле a7 · черна пешка на бяло поле b7 · черен топ на бяло поле f7 · черна пешка на бяло поле h7 · бял топ на бяло поле e6 · черна пешка на черно поле h6 · черна дама на бяло поле b5 · черна пешка на бяло поле d5 · бяла дама на бяло поле h5 · бяла пешка на черно поле d4 · бяла пешка на бяло поле a2 · бяла пешка на черно поле b2 · бяла пешка на черно поле f2 · бяла пешка на бяло поле g2 · бяла пешка на черно поле h2 · бял топ на черно поле a1 · бял цар на черно поле g1 | 1 |
|   | a | b | c | d | e | f | g | h |   |

|   | a | b | c | d | e | f | g | h |   |
| 8 | черен офицер на бяло поле g8 · бяла пешка на бяло поле d7 · черен цар на черно поле e7 · черен кон на бяло поле c6 · черна пешка на черно поле h6 · бял кон на черно поле c5 · бяла пешка на бяло поле a4 · бяла пешка на черно поле b4 · бяла пешка на бяло поле c4 · бяла пешка на черно поле h4 · бял цар на черно поле c3 | черен офицер на бяло поле g8 · бяла пешка на бяло поле d7 · черен цар на черно поле e7 · черен кон на бяло поле c6 · черна пешка на черно поле h6 · бял кон на черно поле c5 · бяла пешка на бяло поле a4 · бяла пешка на черно поле b4 · бяла пешка на бяло поле c4 · бяла пешка на черно поле h4 · бял цар на черно поле c3 | черен офицер на бяло поле g8 · бяла пешка на бяло поле d7 · черен цар на черно поле e7 · черен кон на бяло поле c6 · черна пешка на черно поле h6 · бял кон на черно поле c5 · бяла пешка на бяло поле a4 · бяла пешка на черно поле b4 · бяла пешка на бяло поле c4 · бяла пешка на черно поле h4 · бял цар на черно поле c3 | черен офицер на бяло поле g8 · бяла пешка на бяло поле d7 · черен цар на черно поле e7 · черен кон на бяло поле c6 · черна пешка на черно поле h6 · бял кон на черно поле c5 · бяла пешка на бяло поле a4 · бяла пешка на черно поле b4 · бяла пешка на бяло поле c4 · бяла пешка на черно поле h4 · бял цар на черно поле c3 | черен офицер на бяло поле g8 · бяла пешка на бяло поле d7 · черен цар на черно поле e7 · черен кон на бяло поле c6 · черна пешка на черно поле h6 · бял кон на черно поле c5 · бяла пешка на бяло поле a4 · бяла пешка на черно поле b4 · бяла пешка на бяло поле c4 · бяла пешка на черно поле h4 · бял цар на черно поле c3 | черен офицер на бяло поле g8 · бяла пешка на бяло поле d7 · черен цар на черно поле e7 · черен кон на бяло поле c6 · черна пешка на черно поле h6 · бял кон на черно поле c5 · бяла пешка на бяло поле a4 · бяла пешка на черно поле b4 · бяла пешка на бяло поле c4 · бяла пешка на черно поле h4 · бял цар на черно поле c3 | черен офицер на бяло поле g8 · бяла пешка на бяло поле d7 · черен цар на черно поле e7 · черен кон на бяло поле c6 · черна пешка на черно поле h6 · бял кон на черно поле c5 · бяла пешка на бяло поле a4 · бяла пешка на черно поле b4 · бяла пешка на бяло поле c4 · бяла пешка на черно поле h4 · бял цар на черно поле c3 | черен офицер на бяло поле g8 · бяла пешка на бяло поле d7 · черен цар на черно поле e7 · черен кон на бяло поле c6 · черна пешка на черно поле h6 · бял кон на черно поле c5 · бяла пешка на бяло поле a4 · бяла пешка на черно поле b4 · бяла пешка на бяло поле c4 · бяла пешка на черно поле h4 · бял цар на черно поле c3 | 8 |
| 7 | черен офицер на бяло поле g8 · бяла пешка на бяло поле d7 · черен цар на черно поле e7 · черен кон на бяло поле c6 · черна пешка на черно поле h6 · бял кон на черно поле c5 · бяла пешка на бяло поле a4 · бяла пешка на черно поле b4 · бяла пешка на бяло поле c4 · бяла пешка на черно поле h4 · бял цар на черно поле c3 | черен офицер на бяло поле g8 · бяла пешка на бяло поле d7 · черен цар на черно поле e7 · черен кон на бяло поле c6 · черна пешка на черно поле h6 · бял кон на черно поле c5 · бяла пешка на бяло поле a4 · бяла пешка на черно поле b4 · бяла пешка на бяло поле c4 · бяла пешка на черно поле h4 · бял цар на черно поле c3 | черен офицер на бяло поле g8 · бяла пешка на бяло поле d7 · черен цар на черно поле e7 · черен кон на бяло поле c6 · черна пешка на черно поле h6 · бял кон на черно поле c5 · бяла пешка на бяло поле a4 · бяла пешка на черно поле b4 · бяла пешка на бяло поле c4 · бяла пешка на черно поле h4 · бял цар на черно поле c3 | черен офицер на бяло поле g8 · бяла пешка на бяло поле d7 · черен цар на черно поле e7 · черен кон на бяло поле c6 · черна пешка на черно поле h6 · бял кон на черно поле c5 · бяла пешка на бяло поле a4 · бяла пешка на черно поле b4 · бяла пешка на бяло поле c4 · бяла пешка на черно поле h4 · бял цар на черно поле c3 | черен офицер на бяло поле g8 · бяла пешка на бяло поле d7 · черен цар на черно поле e7 · черен кон на бяло поле c6 · черна пешка на черно поле h6 · бял кон на черно поле c5 · бяла пешка на бяло поле a4 · бяла пешка на черно поле b4 · бяла пешка на бяло поле c4 · бяла пешка на черно поле h4 · бял цар на черно поле c3 | черен офицер на бяло поле g8 · бяла пешка на бяло поле d7 · черен цар на черно поле e7 · черен кон на бяло поле c6 · черна пешка на черно поле h6 · бял кон на черно поле c5 · бяла пешка на бяло поле a4 · бяла пешка на черно поле b4 · бяла пешка на бяло поле c4 · бяла пешка на черно поле h4 · бял цар на черно поле c3 | черен офицер на бяло поле g8 · бяла пешка на бяло поле d7 · черен цар на черно поле e7 · черен кон на бяло поле c6 · черна пешка на черно поле h6 · бял кон на черно поле c5 · бяла пешка на бяло поле a4 · бяла пешка на черно поле b4 · бяла пешка на бяло поле c4 · бяла пешка на черно поле h4 · бял цар на черно поле c3 | черен офицер на бяло поле g8 · бяла пешка на бяло поле d7 · черен цар на черно поле e7 · черен кон на бяло поле c6 · черна пешка на черно поле h6 · бял кон на черно поле c5 · бяла пешка на бяло поле a4 · бяла пешка на черно поле b4 · бяла пешка на бяло поле c4 · бяла пешка на черно поле h4 · бял цар на черно поле c3 | 7 |
| 6 | черен офицер на бяло поле g8 · бяла пешка на бяло поле d7 · черен цар на черно поле e7 · черен кон на бяло поле c6 · черна пешка на черно поле h6 · бял кон на черно поле c5 · бяла пешка на бяло поле a4 · бяла пешка на черно поле b4 · бяла пешка на бяло поле c4 · бяла пешка на черно поле h4 · бял цар на черно поле c3 | черен офицер на бяло поле g8 · бяла пешка на бяло поле d7 · черен цар на черно поле e7 · черен кон на бяло поле c6 · черна пешка на черно поле h6 · бял кон на черно поле c5 · бяла пешка на бяло поле a4 · бяла пешка на черно поле b4 · бяла пешка на бяло поле c4 · бяла пешка на черно поле h4 · бял цар на черно поле c3 | черен офицер на бяло поле g8 · бяла пешка на бяло поле d7 · черен цар на черно поле e7 · черен кон на бяло поле c6 · черна пешка на черно поле h6 · бял кон на черно поле c5 · бяла пешка на бяло поле a4 · бяла пешка на черно поле b4 · бяла пешка на бяло поле c4 · бяла пешка на черно поле h4 · бял цар на черно поле c3 | черен офицер на бяло поле g8 · бяла пешка на бяло поле d7 · черен цар на черно поле e7 · черен кон на бяло поле c6 · черна пешка на черно поле h6 · бял кон на черно поле c5 · бяла пешка на бяло поле a4 · бяла пешка на черно поле b4 · бяла пешка на бяло поле c4 · бяла пешка на черно поле h4 · бял цар на черно поле c3 | черен офицер на бяло поле g8 · бяла пешка на бяло поле d7 · черен цар на черно поле e7 · черен кон на бяло поле c6 · черна пешка на черно поле h6 · бял кон на черно поле c5 · бяла пешка на бяло поле a4 · бяла пешка на черно поле b4 · бяла пешка на бяло поле c4 · бяла пешка на черно поле h4 · бял цар на черно поле c3 | черен офицер на бяло поле g8 · бяла пешка на бяло поле d7 · черен цар на черно поле e7 · черен кон на бяло поле c6 · черна пешка на черно поле h6 · бял кон на черно поле c5 · бяла пешка на бяло поле a4 · бяла пешка на черно поле b4 · бяла пешка на бяло поле c4 · бяла пешка на черно поле h4 · бял цар на черно поле c3 | черен офицер на бяло поле g8 · бяла пешка на бяло поле d7 · черен цар на черно поле e7 · черен кон на бяло поле c6 · черна пешка на черно поле h6 · бял кон на черно поле c5 · бяла пешка на бяло поле a4 · бяла пешка на черно поле b4 · бяла пешка на бяло поле c4 · бяла пешка на черно поле h4 · бял цар на черно поле c3 | черен офицер на бяло поле g8 · бяла пешка на бяло поле d7 · черен цар на черно поле e7 · черен кон на бяло поле c6 · черна пешка на черно поле h6 · бял кон на черно поле c5 · бяла пешка на бяло поле a4 · бяла пешка на черно поле b4 · бяла пешка на бяло поле c4 · бяла пешка на черно поле h4 · бял цар на черно поле c3 | 6 |
| 5 | черен офицер на бяло поле g8 · бяла пешка на бяло поле d7 · черен цар на черно поле e7 · черен кон на бяло поле c6 · черна пешка на черно поле h6 · бял кон на черно поле c5 · бяла пешка на бяло поле a4 · бяла пешка на черно поле b4 · бяла пешка на бяло поле c4 · бяла пешка на черно поле h4 · бял цар на черно поле c3 | черен офицер на бяло поле g8 · бяла пешка на бяло поле d7 · черен цар на черно поле e7 · черен кон на бяло поле c6 · черна пешка на черно поле h6 · бял кон на черно поле c5 · бяла пешка на бяло поле a4 · бяла пешка на черно поле b4 · бяла пешка на бяло поле c4 · бяла пешка на черно поле h4 · бял цар на черно поле c3 | черен офицер на бяло поле g8 · бяла пешка на бяло поле d7 · черен цар на черно поле e7 · черен кон на бяло поле c6 · черна пешка на черно поле h6 · бял кон на черно поле c5 · бяла пешка на бяло поле a4 · бяла пешка на черно поле b4 · бяла пешка на бяло поле c4 · бяла пешка на черно поле h4 · бял цар на черно поле c3 | черен офицер на бяло поле g8 · бяла пешка на бяло поле d7 · черен цар на черно поле e7 · черен кон на бяло поле c6 · черна пешка на черно поле h6 · бял кон на черно поле c5 · бяла пешка на бяло поле a4 · бяла пешка на черно поле b4 · бяла пешка на бяло поле c4 · бяла пешка на черно поле h4 · бял цар на черно поле c3 | черен офицер на бяло поле g8 · бяла пешка на бяло поле d7 · черен цар на черно поле e7 · черен кон на бяло поле c6 · черна пешка на черно поле h6 · бял кон на черно поле c5 · бяла пешка на бяло поле a4 · бяла пешка на черно поле b4 · бяла пешка на бяло поле c4 · бяла пешка на черно поле h4 · бял цар на черно поле c3 | черен офицер на бяло поле g8 · бяла пешка на бяло поле d7 · черен цар на черно поле e7 · черен кон на бяло поле c6 · черна пешка на черно поле h6 · бял кон на черно поле c5 · бяла пешка на бяло поле a4 · бяла пешка на черно поле b4 · бяла пешка на бяло поле c4 · бяла пешка на черно поле h4 · бял цар на черно поле c3 | черен офицер на бяло поле g8 · бяла пешка на бяло поле d7 · черен цар на черно поле e7 · черен кон на бяло поле c6 · черна пешка на черно поле h6 · бял кон на черно поле c5 · бяла пешка на бяло поле a4 · бяла пешка на черно поле b4 · бяла пешка на бяло поле c4 · бяла пешка на черно поле h4 · бял цар на черно поле c3 | черен офицер на бяло поле g8 · бяла пешка на бяло поле d7 · черен цар на черно поле e7 · черен кон на бяло поле c6 · черна пешка на черно поле h6 · бял кон на черно поле c5 · бяла пешка на бяло поле a4 · бяла пешка на черно поле b4 · бяла пешка на бяло поле c4 · бяла пешка на черно поле h4 · бял цар на черно поле c3 | 5 |
| 4 | черен офицер на бяло поле g8 · бяла пешка на бяло поле d7 · черен цар на черно поле e7 · черен кон на бяло поле c6 · черна пешка на черно поле h6 · бял кон на черно поле c5 · бяла пешка на бяло поле a4 · бяла пешка на черно поле b4 · бяла пешка на бяло поле c4 · бяла пешка на черно поле h4 · бял цар на черно поле c3 | черен офицер на бяло поле g8 · бяла пешка на бяло поле d7 · черен цар на черно поле e7 · черен кон на бяло поле c6 · черна пешка на черно поле h6 · бял кон на черно поле c5 · бяла пешка на бяло поле a4 · бяла пешка на черно поле b4 · бяла пешка на бяло поле c4 · бяла пешка на черно поле h4 · бял цар на черно поле c3 | черен офицер на бяло поле g8 · бяла пешка на бяло поле d7 · черен цар на черно поле e7 · черен кон на бяло поле c6 · черна пешка на черно поле h6 · бял кон на черно поле c5 · бяла пешка на бяло поле a4 · бяла пешка на черно поле b4 · бяла пешка на бяло поле c4 · бяла пешка на черно поле h4 · бял цар на черно поле c3 | черен офицер на бяло поле g8 · бяла пешка на бяло поле d7 · черен цар на черно поле e7 · черен кон на бяло поле c6 · черна пешка на черно поле h6 · бял кон на черно поле c5 · бяла пешка на бяло поле a4 · бяла пешка на черно поле b4 · бяла пешка на бяло поле c4 · бяла пешка на черно поле h4 · бял цар на черно поле c3 | черен офицер на бяло поле g8 · бяла пешка на бяло поле d7 · черен цар на черно поле e7 · черен кон на бяло поле c6 · черна пешка на черно поле h6 · бял кон на черно поле c5 · бяла пешка на бяло поле a4 · бяла пешка на черно поле b4 · бяла пешка на бяло поле c4 · бяла пешка на черно поле h4 · бял цар на черно поле c3 | черен офицер на бяло поле g8 · бяла пешка на бяло поле d7 · черен цар на черно поле e7 · черен кон на бяло поле c6 · черна пешка на черно поле h6 · бял кон на черно поле c5 · бяла пешка на бяло поле a4 · бяла пешка на черно поле b4 · бяла пешка на бяло поле c4 · бяла пешка на черно поле h4 · бял цар на черно поле c3 | черен офицер на бяло поле g8 · бяла пешка на бяло поле d7 · черен цар на черно поле e7 · черен кон на бяло поле c6 · черна пешка на черно поле h6 · бял кон на черно поле c5 · бяла пешка на бяло поле a4 · бяла пешка на черно поле b4 · бяла пешка на бяло поле c4 · бяла пешка на черно поле h4 · бял цар на черно поле c3 | черен офицер на бяло поле g8 · бяла пешка на бяло поле d7 · черен цар на черно поле e7 · черен кон на бяло поле c6 · черна пешка на черно поле h6 · бял кон на черно поле c5 · бяла пешка на бяло поле a4 · бяла пешка на черно поле b4 · бяла пешка на бяло поле c4 · бяла пешка на черно поле h4 · бял цар на черно поле c3 | 4 |
| 3 | черен офицер на бяло поле g8 · бяла пешка на бяло поле d7 · черен цар на черно поле e7 · черен кон на бяло поле c6 · черна пешка на черно поле h6 · бял кон на черно поле c5 · бяла пешка на бяло поле a4 · бяла пешка на черно поле b4 · бяла пешка на бяло поле c4 · бяла пешка на черно поле h4 · бял цар на черно поле c3 | черен офицер на бяло поле g8 · бяла пешка на бяло поле d7 · черен цар на черно поле e7 · черен кон на бяло поле c6 · черна пешка на черно поле h6 · бял кон на черно поле c5 · бяла пешка на бяло поле a4 · бяла пешка на черно поле b4 · бяла пешка на бяло поле c4 · бяла пешка на черно поле h4 · бял цар на черно поле c3 | черен офицер на бяло поле g8 · бяла пешка на бяло поле d7 · черен цар на черно поле e7 · черен кон на бяло поле c6 · черна пешка на черно поле h6 · бял кон на черно поле c5 · бяла пешка на бяло поле a4 · бяла пешка на черно поле b4 · бяла пешка на бяло поле c4 · бяла пешка на черно поле h4 · бял цар на черно поле c3 | черен офицер на бяло поле g8 · бяла пешка на бяло поле d7 · черен цар на черно поле e7 · черен кон на бяло поле c6 · черна пешка на черно поле h6 · бял кон на черно поле c5 · бяла пешка на бяло поле a4 · бяла пешка на черно поле b4 · бяла пешка на бяло поле c4 · бяла пешка на черно поле h4 · бял цар на черно поле c3 | черен офицер на бяло поле g8 · бяла пешка на бяло поле d7 · черен цар на черно поле e7 · черен кон на бяло поле c6 · черна пешка на черно поле h6 · бял кон на черно поле c5 · бяла пешка на бяло поле a4 · бяла пешка на черно поле b4 · бяла пешка на бяло поле c4 · бяла пешка на черно поле h4 · бял цар на черно поле c3 | черен офицер на бяло поле g8 · бяла пешка на бяло поле d7 · черен цар на черно поле e7 · черен кон на бяло поле c6 · черна пешка на черно поле h6 · бял кон на черно поле c5 · бяла пешка на бяло поле a4 · бяла пешка на черно поле b4 · бяла пешка на бяло поле c4 · бяла пешка на черно поле h4 · бял цар на черно поле c3 | черен офицер на бяло поле g8 · бяла пешка на бяло поле d7 · черен цар на черно поле e7 · черен кон на бяло поле c6 · черна пешка на черно поле h6 · бял кон на черно поле c5 · бяла пешка на бяло поле a4 · бяла пешка на черно поле b4 · бяла пешка на бяло поле c4 · бяла пешка на черно поле h4 · бял цар на черно поле c3 | черен офицер на бяло поле g8 · бяла пешка на бяло поле d7 · черен цар на черно поле e7 · черен кон на бяло поле c6 · черна пешка на черно поле h6 · бял кон на черно поле c5 · бяла пешка на бяло поле a4 · бяла пешка на черно поле b4 · бяла пешка на бяло поле c4 · бяла пешка на черно поле h4 · бял цар на черно поле c3 | 3 |
| 2 | черен офицер на бяло поле g8 · бяла пешка на бяло поле d7 · черен цар на черно поле e7 · черен кон на бяло поле c6 · черна пешка на черно поле h6 · бял кон на черно поле c5 · бяла пешка на бяло поле a4 · бяла пешка на черно поле b4 · бяла пешка на бяло поле c4 · бяла пешка на черно поле h4 · бял цар на черно поле c3 | черен офицер на бяло поле g8 · бяла пешка на бяло поле d7 · черен цар на черно поле e7 · черен кон на бяло поле c6 · черна пешка на черно поле h6 · бял кон на черно поле c5 · бяла пешка на бяло поле a4 · бяла пешка на черно поле b4 · бяла пешка на бяло поле c4 · бяла пешка на черно поле h4 · бял цар на черно поле c3 | черен офицер на бяло поле g8 · бяла пешка на бяло поле d7 · черен цар на черно поле e7 · черен кон на бяло поле c6 · черна пешка на черно поле h6 · бял кон на черно поле c5 · бяла пешка на бяло поле a4 · бяла пешка на черно поле b4 · бяла пешка на бяло поле c4 · бяла пешка на черно поле h4 · бял цар на черно поле c3 | черен офицер на бяло поле g8 · бяла пешка на бяло поле d7 · черен цар на черно поле e7 · черен кон на бяло поле c6 · черна пешка на черно поле h6 · бял кон на черно поле c5 · бяла пешка на бяло поле a4 · бяла пешка на черно поле b4 · бяла пешка на бяло поле c4 · бяла пешка на черно поле h4 · бял цар на черно поле c3 | черен офицер на бяло поле g8 · бяла пешка на бяло поле d7 · черен цар на черно поле e7 · черен кон на бяло поле c6 · черна пешка на черно поле h6 · бял кон на черно поле c5 · бяла пешка на бяло поле a4 · бяла пешка на черно поле b4 · бяла пешка на бяло поле c4 · бяла пешка на черно поле h4 · бял цар на черно поле c3 | черен офицер на бяло поле g8 · бяла пешка на бяло поле d7 · черен цар на черно поле e7 · черен кон на бяло поле c6 · черна пешка на черно поле h6 · бял кон на черно поле c5 · бяла пешка на бяло поле a4 · бяла пешка на черно поле b4 · бяла пешка на бяло поле c4 · бяла пешка на черно поле h4 · бял цар на черно поле c3 | черен офицер на бяло поле g8 · бяла пешка на бяло поле d7 · черен цар на черно поле e7 · черен кон на бяло поле c6 · черна пешка на черно поле h6 · бял кон на черно поле c5 · бяла пешка на бяло поле a4 · бяла пешка на черно поле b4 · бяла пешка на бяло поле c4 · бяла пешка на черно поле h4 · бял цар на черно поле c3 | черен офицер на бяло поле g8 · бяла пешка на бяло поле d7 · черен цар на черно поле e7 · черен кон на бяло поле c6 · черна пешка на черно поле h6 · бял кон на черно поле c5 · бяла пешка на бяло поле a4 · бяла пешка на черно поле b4 · бяла пешка на бяло поле c4 · бяла пешка на черно поле h4 · бял цар на черно поле c3 | 2 |
| 1 | черен офицер на бяло поле g8 · бяла пешка на бяло поле d7 · черен цар на черно поле e7 · черен кон на бяло поле c6 · черна пешка на черно поле h6 · бял кон на черно поле c5 · бяла пешка на бяло поле a4 · бяла пешка на черно поле b4 · бяла пешка на бяло поле c4 · бяла пешка на черно поле h4 · бял цар на черно поле c3 | черен офицер на бяло поле g8 · бяла пешка на бяло поле d7 · черен цар на черно поле e7 · черен кон на бяло поле c6 · черна пешка на черно поле h6 · бял кон на черно поле c5 · бяла пешка на бяло поле a4 · бяла пешка на черно поле b4 · бяла пешка на бяло поле c4 · бяла пешка на черно поле h4 · бял цар на черно поле c3 | черен офицер на бяло поле g8 · бяла пешка на бяло поле d7 · черен цар на черно поле e7 · черен кон на бяло поле c6 · черна пешка на черно поле h6 · бял кон на черно поле c5 · бяла пешка на бяло поле a4 · бяла пешка на черно поле b4 · бяла пешка на бяло поле c4 · бяла пешка на черно поле h4 · бял цар на черно поле c3 | черен офицер на бяло поле g8 · бяла пешка на бяло поле d7 · черен цар на черно поле e7 · черен кон на бяло поле c6 · черна пешка на черно поле h6 · бял кон на черно поле c5 · бяла пешка на бяло поле a4 · бяла пешка на черно поле b4 · бяла пешка на бяло поле c4 · бяла пешка на черно поле h4 · бял цар на черно поле c3 | черен офицер на бяло поле g8 · бяла пешка на бяло поле d7 · черен цар на черно поле e7 · черен кон на бяло поле c6 · черна пешка на черно поле h6 · бял кон на черно поле c5 · бяла пешка на бяло поле a4 · бяла пешка на черно поле b4 · бяла пешка на бяло поле c4 · бяла пешка на черно поле h4 · бял цар на черно поле c3 | черен офицер на бяло поле g8 · бяла пешка на бяло поле d7 · черен цар на черно поле e7 · черен кон на бяло поле c6 · черна пешка на черно поле h6 · бял кон на черно поле c5 · бяла пешка на бяло поле a4 · бяла пешка на черно поле b4 · бяла пешка на бяло поле c4 · бяла пешка на черно поле h4 · бял цар на черно поле c3 | черен офицер на бяло поле g8 · бяла пешка на бяло поле d7 · черен цар на черно поле e7 · черен кон на бяло поле c6 · черна пешка на черно поле h6 · бял кон на черно поле c5 · бяла пешка на бяло поле a4 · бяла пешка на черно поле b4 · бяла пешка на бяло поле c4 · бяла пешка на черно поле h4 · бял цар на черно поле c3 | черен офицер на бяло поле g8 · бяла пешка на бяло поле d7 · черен цар на черно поле e7 · черен кон на бяло поле c6 · черна пешка на черно поле h6 · бял кон на черно поле c5 · бяла пешка на бяло поле a4 · бяла пешка на черно поле b4 · бяла пешка на бяло поле c4 · бяла пешка на черно поле h4 · бял цар на черно поле c3 | 1 |
|   | a | b | c | d | e | f | g | h |   |

Александър Гришчук  – Евгени Бареев 

В тази партия, играна през 2001 г., Гришчук с белите фигури побеждава само за 17 хода един от най-добрите играчи в света Евгени Бареев.
1. e4 e6 2. d4 d5 3. e5 c5 4. c3 Kc6 5. Kf3 Kh6 6. Bd3 c:d4 7. B:h6 g:h6 8. c:d4 Bd7 9. Kc3 Qb6 10. Bb5 Tg8 11. 0 – 0 K:e5 12. K:e5 B:b5 13. Qh5 Rg7 14. Rfe1 Rd8 15. K:b5 Q:b5 16. K:f7 R:f7 17. R:e6+ (виж диаграма 1) 1 – 0, черните се предават.
Едно възможно продължение в тази партия е: 17. ...Be7 18. R:e7+ K:e7 19. Re1+ Kd6 20. Q:f7 (заплашва 21. Re6 x) Qd7 21. Qf4+ Kc6 22. Rc1+ Kb6
Александър Гришчук  – Алексей Широв 

Партията е една от най-забележителните на руския шахматист и е изиграна на международния турнир „Мемориал Тал“ в Москва през 2006 г.
1. e4 c5 2. Kf3 Kc6 3. Bb5 e6 4. B:c6 b:c6 5. d3 Ke7 6. Qe2 Qc7 7. Kg5 e5 8. f4 e:f4 9. 0 – 0 Kg6 10. Qh5 d6 11. B:f4 h6 12. K:f7 Q:f7 13. B:d6 Qe6 14. О:f8 R:f8 15. Kd2 Bd7 16. Q:c5 Qr7 17. T:f8+ K:f8 18. T:f1+ Kg8 19. Q:e7 K:e7 20. Kb3 Td8 21. Kc5 Bc8 22. Kf2 Tf8+ 23. Ke2 T:f1 24. K:f1 Kg6 25. b4 Kf7 26. Ke2 Kf4+ 27. Kf3 Ke4 28. Kb3 Ke7 29. Ke7 Kd6 30. d4 Kc7 31. c4 Be6 32. Kd3 Bg8 33. a4 Ke6 34. g3 Kg5 35. Kd2 a6 36. h4 Kh3 37. Ke3 g5 38. d5 c:d5 39. e:d5 g:h4 40. g:h4 Bh7 41. Ke4+ Ke5 42. Kc5 Kf4 43. d6 Ke6 44. d7 Kd8 45. K:a6 Kd6 46. Kc5 Bg8 47. Kd4 Kc6+ 48. Kc3 Ke7 (виж диаграма 2) 49. b5 Ke5 50. b6 K:d7 51. b7 1 – 0, черните се предават.
В крайното класиране Гришчук заема 6-о място (2 победи, 2 загуби и 5 ремита), а Широв – 9-о място (0 победи, 2 загуби, 7 ремита). Победител в турнира става Руслан Пономарьов.